# Virginia Astley
Virginia Astley (* 1959) ist eine britische Musikerin.

## Leben
Virginia Astley ist eines von fünf Kindern des Komponisten Edwin „Ted“ Astley und dessen Frau Hazel Balbirnie. Ihre Schwester Karen war von 1968 bis 2000 mit Pete Townshend, dem Gitarristen von The Who, verheiratet. Ihr Bruder Jon Astley ist Musikproduzent und Toningenieur.
Astley erlernte ab dem Alter von 6 Jahren das Klavierspielen und ab 14 Jahren das Spielen der Flöte. Nach der Schule studierte sie an der Guildhall School of Music and Drama in London, wo sie mit der Post-Punk-Szene in Berührung kam. 1980 wurde sie Mitglied der Band Victims of Pleasure, mit der sie drei Singles veröffentlichte. Mit Nicky Holland und Kate St. John gründete Astley Anfang der 1980er Jahre das Trio The Ravishing Beauties, die im April 1982 eine Peel Session aufnehmen konnten. Die Band löste sich bereits kurz danach wieder auf.
Astley veröffentlichte 1981 gemeinsam mit dem Skids-Sänger Richard Jobson und Josephine Wells das Folk-Rock-Album The Ballad of Etiquette. 1982 spielte Astley Piano bei den Aufnahmen zu Pete Townshends Album All the Best Cowboys Have Chinese Eyes. 1983 veröffentlichte Astley über ihr eigenes Label Happy Valley Records das Album From Gardens Where We Feel Secure, auf dem sie Field Recordings von Naturgeräuschen mit Klavier, Flöten, Gitarre, Xylophon und Klarinette kombinierte und in Tonbandtechnik nachbearbeitete. 1986 folgte das von Ryūichi Sakamoto produzierte Album Hope In A Darkened Heart. Ryūichi Sakamoto spielte die meisten Instrumente für sechs der acht Titel des Albums ein, während Astley sich auf den Gesangsaufnahmen konzentrierte. Für den Track Some Small Hope steuerte David Sylvian weiteren Gesang bei.
Kurz nach den Aufnahmen zum Album wurde ihre Tochter Florence Astley geboren. Astley zog sich daraufhin für einige Jahre größtenteils von der Musikproduktion zurück. 1989 arbeitete Astley mit Dave Stewart am Stück Second Chance, das auf dem Soundtrack zum Film Lily Was Here veröffentlicht wurde. Erst 1992 erschien mit All Shall Be Well ein neues Album.
2006 veröffentlichte Astley das Album The Words Between Our Words auf dem sie eigenen Gedichte zur von ihrer Tochter Florence gespielten Harfenmusik rezitiert. 2007 erschien das Album Maiden Newton Ecliptic, auf dem sie erneut mit ihrer Tochter kollaborierte.
Astley veröffentlichte 2015 die Gedichtsammlung The Curative Harp, die beim irischen Fool for Poetry International Chapbook Competition mit dem 1. Preis ausgezeichnet wurde. 2018 veröffentlichte Astley das Buch The English River mit Fotografien und Gedichten über die Themse.
2023 veröffentlichte Astley nach längerer musikalischer Schaffenspause die EP The Singing Places, auf dem sie erneut Field Recordings mit akustischen Instrumenten kombinierte.

## Diskografie
Alben
- 1981: Richard Jobson with Virginia and Josephine – The Ballad of Etiquette (Cocteau Records)
- 1983: From Gardens Where We Feel Secure (Rough Trade, Happy Valley Records)
- 1986: Hope In A Darkened Heart (WEA)
- 1992: All Shall Be Well (Happy Valley Records)
- 1996: Had I The Heavens (Happy Valley Records)
- 2006: Virginia Astley and Florence Astley – The Words Between Our Words (Eigenverlag)
- 2007: Maiden Newton Ecliptic (Artension; Re-Release 2021 im Eigenverlag)

Compilation
- 1983: Promise Nothing (Les Disques du Crépuscule)